# 国際連合政治・平和構築局
国際連合 政治・平和構築局（こくさいれんごう せいじへいわこうちくきょく、United Nations Department of Political and Peacebuilding Affairs, DPPA）は、国際連合事務局の一部門であり、世界の政治動向を監視・評価し、国連事務総長と国連公使に助言・支援を行い、世界各地の紛争の平和的予防と解決に貢献する責務を追う。DPPAは、アフリカ、中央アジア、中東における現地ベースの政治ミッションを管理しており、近年は紛争調停と予防外交の専門能力を高めている。DPPAはまた、国連加盟国への選挙支援も担当している。DPPAは、国連安全保障理事会と、パレスチナ人の権利と脱植民地化に関する総会で設置された2つの常任委員会の事務局支援も担当している。ニューヨークの国連本部を拠点としている。

## 歴史
1952年に設立された政治安全保障局(Department of Political and Security Council Affairs)を前身とする。1992年に政治局(Department of Political Affairs, DPA)として設立され、2019年に現在の名称となった。

## 歴代の長
以下に、前身の政治安全保障局を含めた歴代の長を示す。
| 事務次長 | 出身国         | 任期      | 事務総長                       |
| --- | -------------- | --------- | ------------------------------ |
| コンスタンチン・ジンチェンコ | ソビエト連邦   | 1952      | トリグブ・リー                 |
| イリヤ・S・チェルヌイコフ | ソビエト連邦   | 1953–1954 | ダグ・ハマーショルド           |
| ドラゴスラフ・プロティッチ | ソビエト連邦   | 1955–1957 | ダグ・ハマーショルド           |
| アナトリー・ドブルイニン | ソビエト連邦   | 1958-1959 | ダグ・ハマーショルド           |
| ゲオルギー・アルカデフ | ソビエト連邦   | 1960–1961 | ダグ・ハマーショルド           |
| E・D・キセリフ | ソビエト連邦   | 1962      | ウ・タント                     |
| V・P・ススロフ | ソビエト連邦   | 1963–1964 | ウ・タント                     |
| アレクセイ・E・ネステレンコ | ソビエト連邦   | 1965–1967 | ウ・タント                     |
| レオニード・N・クタコフ | ソビエト連邦   | 1968–1972 | ウ・タント                     |
| アルカディ・シェフチェンコ | ソビエト連邦   | 1973–1977 | クルト・ヴァルトハイム         |
| ミハイル・D・シテンコ | ソビエト連邦   | 1978–1980 | クルト・ヴァルトハイム         |
| ビアチェスラフ・A・ユスチノフ | ソビエト連邦   | 1981–1986 | ハビエル・ペレス・デ・クエヤル |
| バシリー・S・サフロンチュク | ソビエト連邦   | 1987–1991 | ハビエル・ペレス・デ・クエヤル |
| 1992年1月に、政治局(DPA)が設立される。DPAは政治安全保障局、政治総会問題局(OGPS)、特別政治問題・地域協力・脱植民地化・信託統治局(SPQRCDT)を吸収した。 |                |           |                                |
| ウラジーミル・ペトロフスキー | ロシア         | 1992–1993 | ブトロス・ブトロス＝ガーリ     |
| ジェームズ・O・C・ジョナ | シエラレオネ   | 1992–1994 | ブトロス・ブトロス＝ガーリ     |
| マラック・グールディング | イギリス       | 1993–1997 | ブトロス・ブトロス＝ガーリ     |
| キーラン・プレンダーガスト | イギリス       | 1997–2005 | コフィー・アナン               |
| イブラヒム・アッボーラ・ガンバリ | ナイジェリア   | 2005–2007 | コフィー・アナン               |
| B・リン・パスコー | アメリカ合衆国 | 2007–2012 | 潘基文                         |
| ジェフリー・D・フェルトマン | アメリカ合衆国 | 2012–2018 | 潘基文                         |
| ローズマリー・ディカルロ | アメリカ合衆国 | 2018-     | アントニオ・グテーレス         |

## 現地ミッション
2016年12月現在、DPAは、アフリカ、中央アジア、中東、南アメリカで紛争予防・平和構築・紛争後の平和構築に従事する以下の政治ミッションと平和構築支援事務所を管理している。
アフリカ
- 国連ギニアビサウ統合平和構築事務所 (UNIOGBIS)
- 国連中央アフリカ事務所 (UNOCA)
- 国連西アフリカ・サヘル事務所（英語版） (UNOWAS)
- 国連リビア支援ミッション（英語版） (UNSMIL)
- 国連ソマリア支援ミッション (UNSOM)

アジア
- 国連アフガニスタン支援ミッション (UNAMA)
- 国連中央アジア予防外交センター (UNRCCA)

中東
- 国連イラク支援ミッション (UNAMI)
- 国連中東特別調整官事務所 (UNSCO)
- 国連レバノン特別調整官事務所 (UNSCOL)

南アメリカ
- 国連コロンビアミッション

これらのDPA主導の現地活動は、事務総長の上級代表を団長とし、内戦から脱却した国々の紛争の予防と解決、あるいは永続的な平和の構築を支援するため、予防外交をはじめとするさまざまな分野にわたる活動のための前進的なプラットフォームを提供するものである。現在、ブルンジ、ギニアビサウ、中央アフリカ共和国、シエラレオネで活動している平和構築事務所は、各国が包括的な平和構築戦略を策定し、各国の関係者や国連の開発・人道機関と連携して実施することで、平和の定着を支援することを目的としている。政治ミッションは、国連平和活動の一環として紛争サイクルのさまざまな段階で活動する。和平交渉の段階でDPAが監督していた政治ミッションが、和平合意の調印後に平和維持ミッションに置き換わったケースもある。また、国連平和維持活動(PKO)が、より長期的な平和構築活動を監督する特別政治ミッションに置き換わった例もある。

### 周旋ミッション
DPAは現在、その監督下にある現地ミッションのほかに、紛争解決やその他の国連の委任の実施に向けて、事務総長の周旋を行う特使や特別顧問に対して、指導と支援を行っている。現在は、キプロス、イエメン、シリア、西サハラおよびマケドニア名称論争を担当する国連特使や特別顧問がいる。

### 調査委任と事実調査のミッション
また、DPAは、国連のさまざまな調査・事実調査機関の設立や支援にも協力してきた。その中には、グアテマラ無処罰問題対策国際委員会(CICIG)、パキスタンのベーナズィール・ブットー元首相暗殺に関する国連調査委員会、2009年9月28日のギニア抗議デモに関する国際調査委員会、レバノンのラフィーク・ハリーリー元首相暗殺に関する国連国際調査委員会などがある。